# 게임 인포머

게임 인포머(영어: Game Informer)는 미국의 월간 비디오 게임 잡지이다. 유명한 비디오 게임 혹은 비디오 게임기의 리뷰, 기사, 뉴스, 전략 등을 담고 있다. 1991년 8월 설립된 이후, 이 잡지는 거의 3백만명에 가까운 구독자가 생겨 비디오 게임 잡지 중 가장 높은 발행 부수를 가지고 있으며, 2009년 1분기에 잡지 순위 12번째에 올랐다. 게임 인포머는 2007년 18~34세 남성들이 보는 잡지 순위 중 4위에 올랐다.